# Giám sát

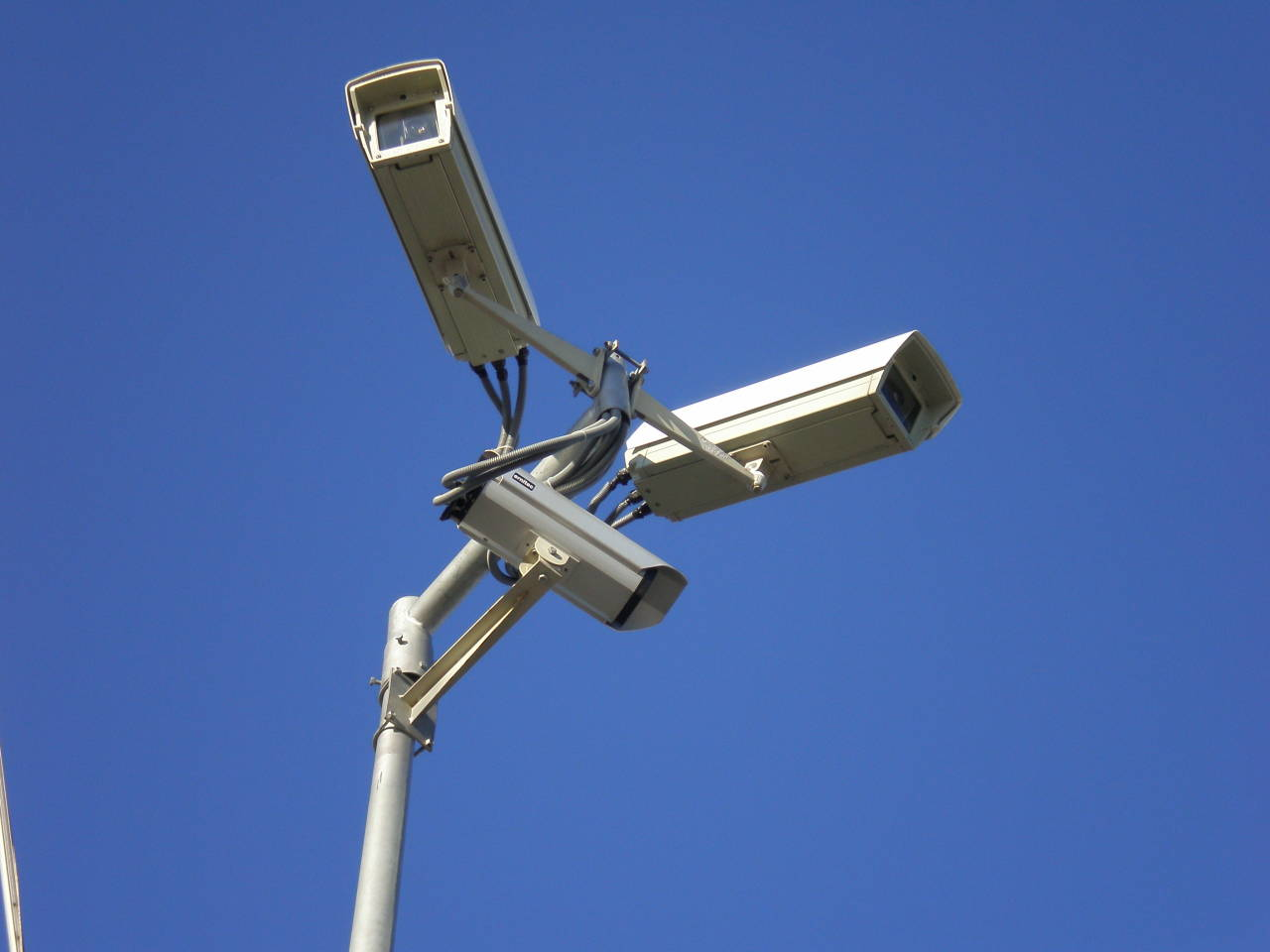
Camera giám sát

Giám sát là giám sát hành vi, hoạt động hoặc thông tin nhằm mục đích gây ảnh hưởng, quản lý hoặc chỉ đạo. Điều này có thể bao gồm quan sát từ xa bằng các thiết bị điện tử, chẳng hạn như truyền hình mạch kín (CCTV) hoặc chặn thông tin truyền qua điện tử, chẳng hạn như lưu lượng truy cập Internet. Nó cũng có thể bao gồm các phương pháp kỹ thuật đơn giản, như thu thập thông tin của con người và đánh chặn bưu chính.
Giám sát được các chính phủ sử dụng để thu thập thông tin tình báo, phòng chống tội phạm, bảo vệ quá trình, người, nhóm hoặc đối tượng hoặc điều tra tội phạm. Nó cũng được sử dụng bởi các tổ chức tội phạm để lập kế hoạch và thực hiện tội phạm, và bởi các doanh nghiệp để thu thập thông tin tình báo về đối thủ cạnh tranh, nhà cung cấp hoặc khách hàng của họ. Các tổ chức tôn giáo bị buộc tội có dấu hiệu dị giáo và phi chính thống cũng có thể bị thực hiện giám sát. Các kiểm toán viên cũng thực hiện một hình thức giám sát tài chính.
Giám sát có thể được các chính phủ sử dụng để vi phạm quyền riêng tư của người dân một cách vô lý và thường bị các nhà hoạt động tự do dân sự chỉ trích. Các nền dân chủ tự do có thể có luật tìm cách hạn chế việc sử dụng giám sát của chính phủ và tư nhân, trong khi các chính phủ độc tài hiếm khi có bất kỳ hạn chế nào. Hoạt động gián điệp quốc tế dường như là phổ biến giữa tất cả các loại quốc gia.  